# Il generale Della Rovere (miniserie televisiva)
Il generale Della Rovere è una miniserie televisiva italiana in due puntate, trasmessa nel 2011 su Rai 1 ed ispirata all'omonimo romanzo di Indro Montanelli.

## Trama
La storia, ambientata nel 1944, parla di Giovanni Bertone, ex colonnello di cavalleria, radiato dal Regio Esercito, ora truffatore che estorce soldi alla famiglie dei prigionieri nazifascisti promettendogli di far ritornare a casa i loro cari pagando i soldati tedeschi per la loro liberazione. Nel film sono presenti Ada, figlia di Sandrino, alla quale Bertone ruba il cavallo per poter vincere una scommessa ed Olga, sua vecchia fiamma. La storia prosegue raccontando della morte del generale badogliano Fortebraccio Della Rovere, capo della resistenza, in uno scontro a fuoco con i soldati tedeschi capitanati dal colonnello Muller. Per evitare di perdere le tracce degli altri membri della resistenza, il Muller arresta e incarcera Giovanni Bertone, spacciandolo per il generale Della Rovere, e gli promette di liberarlo solo se lo avesse aiutato a scoprire i nomi dei vari membri della resistenza. In prigione Bertone conosce altri detenuti che lo ammirano credendolo il vero Della Rovere, viste le sue grandi gesta in battaglia. Qui conosce Bacchelli, detenuto che è in contatto con la resistenza e che sta progettando una evasione di massa per poter permettere al suo capo, Fabrizio, di conoscere Della Rovere e unire così le loro forze contro i tedeschi. Mentre si preparano alla fuga Bertone viene messo spesso a dura prova dal tenente delle SS Franz, direttore del carcere nel quale si trova Bertone, che lo odia per via dei suoi trascorsi nella resistenza. Intanto si avvicina il giorno dell'evasione e Bertone incontra più volte segretamente il colonnello Muller e gli promette di rivelargli qualunque cosa venga a sapere. Intanto il giorno dell'evasione arriva e tutti i detenuti, compreso Bertone, evadono dalle fogne e si rifugiano in un casolare abbandonato nel quale attendono l'arrivo dei partigiani. Nella notte vengono scoperti dai soldati tedeschi e riportati in carcere. Qui Bacchelli e Bertone verranno torturati per farli parlare sulla identità di Fabrizio. Entrambi
tacciono ma Bacchelli, per paura di un nuovo pestaggio al quale non riuscirebbe a tacere, si suicida. Allora Bertone capisce che il suo ruolo in questa vicenda non è più solo finzione ed inizia a credere veramente negli ideali del generale Della Rovere. Intanto il colonnello Muller credendo che Bertone gli stia mentendo circa l'identità di Fabrizio, usa Olga e Ada ed un passacondotto per la Svizzera come armi di persuasione. Ma Bertone, oramai convinto delle sue azioni, non parla, anche perché non sa chi sia questo Fabrizio. Allora Muller lo fa condurre nella cella insieme ad altri detenuti pronti alla fucilazione. Qui Bertone conosce l'identità di Fabrizio, che lo ammira per le sue gesta e per il fatto di non averlo denunciato, ma non può evitare che finisca al patibolo. Infatti Bertone sarà tra i dieci uomini fucilati come rappresaglia contro l'uccisione di alcuni militari tedeschi in un'imboscata della resistenza.